# Beate Reese
Beate Reese (* 7. August 1960 in Lemgo) ist eine deutsche Museumsleiterin, Kunsthistorikerin und Kuratorin.

## Biografie
Beate Reese studierte Kunstgeschichte, Neuere Geschichte und Soziologie an der Ruhr-Universität Bochum bei Max Imdahl, Werner Busch und Reinhart Schleier, bei dem sie auch ihre Promotion zum Thema Melancholie in der Malerei der Neuen Sachlichkeit einreichte. Sie begann ihre Museumstätigkeit als Volontärin am Osthaus Museum in Hagen. 1993 kuratierte sie ihre erste größere Ausstellung mit Eva Niestrath, der Großen Dame der Hagener Kunstszene.
So war sie an dem Projekt open box (1990/1998) von Michael Fehr, dem damaligen Direktor des Osthaus Museums, mit zwei Beiträgen beteiligt.
1995 wurde sie stellvertretende Leiterin und Kuratorin der Städtischen Galerie in Würzburg. Anlässlich des 100. Geburtstag von Albert Renger-Patzsch 1997 thematisierte sie die frühen Fotografien des berühmten Würzburgers mit einer Einzelausstellung. 1999 organisierte sie in der Städtischen Galerie die erste Einzelausstellung mit dem Künstler und Fotografen Valentin Schwab.
Früh interessierte sich Reese für die Kunst in ihrer Bedeutung für die Stadtentwicklung. Zusammen mit der Leiterin der Städtischen Galerie, Marlene Lauter, und dem Stadtbaurat Christian Baumgart wurde eine Neukonzipierung der Galerie ausgearbeitet. 2002 konnte die Städtische Sammlung in das Museum im Kulturspeicher umziehen.
Reese betreute die Sammlung des Museums. 2002 kuratierte sie eine Einzelausstellung mit Marie-Jo Lafontaine unter dem Titel Videoskulptur und Fotografie. Zu ihrem Ausstellungsfeld gehörte zudem die Klassische Moderne, etwa Emy Roeder. Außerdem musste Beate Reese den äußerst problematischen Aspekt der Verstrickung der Sammlungsgeschichte des Hauses mit der Kunst des Nationalsozialismus aufarbeiten. Mit ihrer Ausstellung und dem Ausstellungskatalog Tradition und Aufbruch (2003) und in der Folge durch weitere Ausstellungen bereitete sie die Ausstellung Tradition und Propaganda (2013) vor.
Die Aktivitäten des Kulturspeichers wurden 2005 mit dem Bayerischen Museumspreis der Versicherungskammer Bayern ausgezeichnet.
Von 2009 bis 2023 war Reese Museumsleiterin des Kunstmuseums Mülheim an der Ruhr. Die Ausstellungsthematik mit Kunst des 20. Jahrhunderts, der zeitgenössischen Kunst und der Betreuung zweier Sammlungen in Würzburg setzt Reese bis heute in Mülheim fort. Sie begann gezielt mit den Sammlungsbeständen des Hauses zu arbeiten. Ausstellungen mit Pablo Picasso, Otto Pankok, Werner Gilles usw. In Mülheim konnte sie ihre Ausstellungspolitik durch den großen Sammlungsbestand des Museums ausweiten: Neue Sachlichkeit, Verschollene Generation, Kunst nach 1945, Kunst von 1950 bis 1960, die Konfrontation von Altem mit Neuem, Einzel- und Gruppenausstellungen mit zeitgenössischer Kunst aus Mülheim gehörten zu ihren Themen.
Die Ausstellungen Jagd auf die Moderne. Verbotene Künste im Dritten Reich (2012) und Befreite Moderne. Kunst in Deutschland 1945–1949 (2015/2016) belegen, wie sich Beate Reese dem Konzept der Moderne mit ihrer Ausstellungsplanung einen Ausdruck zu geben sucht.
Dem 1957 in Mülheim an der Ruhr geborenen Comiczeichner Hendrik Dorgathen und dem Mülheimer Fotografen Heiner Schmitz räumte sie jeweils eine Einzelausstellung ein. Zu dieser Gruppe von Einzelausstellungen gehört beispielsweise noch die von Knut Wolfgang Maron.
Anlässlich des 100. Todestages von August Macke 2014 widmete die Stiftung Sammlung Ziegler, die im Kunstmuseum untergebracht ist, dem rheinischen Expressionisten im Museum eine Sonderausstellung. Die Ausstellung war mit 30.000 Besuchern in zwei Monaten nicht überraschend. Reese stellt von Anfang an die Moderne allerdings in ein breites Spektrum der möglichen Rezeption. Seit ihrer Übernahme konnte Reese jährlich wachsende Besucherzahlen melden. Die 25.000 Besucher jährlich sind Ausdruck ihrer Politik und eine in Zahlen ausgedrückte Anerkennung. Sie ermöglichte Projekte wie Young Art Experts.
Seit März 2015 waren Ferdinand Ullrich, Direktor der Kunsthalle Recklinghausen, und Beate Reese Sprecher der RuhrKunstMuseen.
Das Kunstmuseum Mülheim an der Ruhr in der Alten Post war 2015 einer von acht Standorten von China 8.
Ab 2018 ist Beate Reese in die umfangreichen Sanierungsmaßnahmen des Museums organisationstechnisch involviert. Diese endeten mit der Neueröffnung im Mai 2024.
Ende 2018 eröffnet sie in einem leerstehenden Ladenlokal in der Schlossstraße das „Museum Temporär“ als Interimsmuseum auch über die Corona-Zeit hinweg. Dieses schloss im Dezember 2022. Ausstellungen beispielsweise mit Joseph Beuys, Laas Abendroth und zum Thema Bauhaus.
Ihre Aufbauarbeit – insbesondere die Begleitung der 5-jährigen Sanierungspause des denkmalgeschützten Museumsgebäudes im historischen Reichspostamt der Ruhrtalstadt Mülheim – wird von Stefanie Kreuzer fortgesetzt.

## Auszeichnungen
- Bayerischer Museumspreis 2005. Die Preisträger. In: museumspreis.bayern. Abgerufen am 2. März 2016.

## Schriften (Auswahl)
- Melancholie in der Malerei der Neuen Sachlichkeit. Europäische Hochschulschriften. Reihe XXVIII Kunstgeschichte. Bd./Vol 321. Frankfurt am Main 1998, ISBN 3-631-32078-7.
- Albert Renger-Patzsch. Frühe Fotografien. Zum 100. Geburtstag. Katalog und Buch zur Ausstellung in der Städtischen Galerie Würzburg. Die Geburtsstadt von Albert Renger-Patzsch. Herausgegeben von der Städtischen Galerie Würzburg/Marlene Lauter und das Albert Renger-Patzsch Archiv. Edition des Albert Renger-Patzsch Archivs, Zülpich 1997. Konzeption von Ausstellung und Katalog: Beate Reese. Mit Texten von: Beate Reese, Ann und Jürgen Wilde. Würzburg 1997, ISBN 3-928155-35-0, ISBN 3-00-001703-8.
- Valentin Schwab LebensRäume. Dokumentarfotografie. Herausgegeben von Marlene Lauter mit einem Beitrag von: Beate Reese, Städtische Galerie Würzburg. 20. November 1999 – 30. Januar 2000, ISBN 3-928155-42-3.
- Konkrete Kunst in Europa nach 1945. Sammlung Peter C. Ruppert Museum im Kulturspeicher. Herausgegeben von Marlene Lauter und unter Mitarbeit von Beate Reese, Städtische Galerie Würzburg. Mit Beiträgen von: Marlene Lauter, Beate Reese, Dietmar Guderian, Serge Lemoine, Hella Nocke-Schrepper, Margit Weinberg Staber. Verlag: Hatje Cantz, D-Ostfildern-Ruit. Würzburg 2002, ISBN 3-7757-1191-0.
- Marie-Jo Lafontaine. The Swing, Liquid Cristals, Kinder der Ruhr, Moving Cities. Kurzer Ausstellungsführer. 7. Dezember 2002 – 23. Februar 2003. Würzburg 2002.
- Tradition und Aufbruch. Würzburg und die Kunst der 1920er Jahre. Konzeption von Ausstellung und Katalog: Bettina Keß, Beate Reese. Mit einem Vorwort von: Marlene Lauter. Mit Texten von: Bettina Keß, Beate Reese, Suse Schmuck. Museum im Kulturspeicher Würzburg. Königshausen & Neumann. Ausst.-Kat. 15. November 2003 – 11. Januar 2004, ISBN 3-8260-2763-9 (Verlag) ISBN 3-928155-47-4 (Museum)
- Emy Roeder. Auf der Suche nach Ausdruck und Form. Emy Roeder (1890–1971) und die Plastik ihrer Zeit. Herausgegeben von Beate Reese, Museum im Kulturspeicher Würzburg. Mit weiteren Beiträgen von: Anja Cherdron-Modig, Ruth Eckert und Marlene Lauter. Ausst-Kat. 2004–2005. Würzburg 2005, ISBN 3-928155-48-2.
- Zur Stellung und Bedeutung von Fotografie in der Konkreten Kunst. http://www.wuerzburg.de/media/www.wuerzburg.de/org/med_19023/200371_beate_reese_konkrete_fotografie.pdf Abgerufen am 29. Februar 2016
- Liebe. Love – Paare. Herausgegeben von Beate Reese, Museum im Kulturspeicher Würzburg. Mit Beiträgen von: Daniela Comani, Sabine Dehnel, Thomas Heyden, Verena Kuni, Brigitte Reinhardt, Burkhardt Richter, Margret Schütte, Barbara Sichtermann, Barbara Stempel, Botho Strauß and Ute Vorkoeper. Ausst.-Kat.: Museum im Kulturspeicher Würzburg 20. Oktober 2007 bis 3. Februar 2008; Gustav-Lübcke-Museum Hamm 24. Februar 2008 bis 1. Juni 2008; Ulmer Museum, Ulm 5. September 2008 bis 23. November 2008. (Kerber Christov Verlag) ISBN 3-86678-078-8, ISBN 978-3-86678-078-1.
- Die Städtische Sammlung im Museum im Kulturspeicher. Künstler, Themen und Geschichte(n). Kurzführer. Würzburg 2009, ISBN 978-3-88778-336-5.
- Konkrete Kunst in Europa nach 1945. Die Sammlung Peter C. Ruppert. Herausgegeben von Marlene Lauter, Museum im Kulturspeicher Würzburg. Kurzführer. Mit einem Beitrag zur Konkreten Fotografie von: Beate Reese. Würzburg 2009, ISBN 978-3-88778-332-7.
- Träumender und Sehender – Werner Gilles. 1894–1961. Herausgegeben von Beate Reese, Kunstmuseum Mülheim an der Ruhr. Mit Texten von: Anja Bauer, Beate Reese, Guido Reuter. Ausst.-Kat. 9. Oktober 2011 bis 8. Januar 2012. Wienand Verlag. Köln 2011, ISBN 978-3-86832-071-8.
- Hans-Peter Porzner. Die Archäologie des Blickes: Werner Gilles. Herausgegeben und mit einem Vorwort von Burkhard Leismann, Kunstmuseum Ahlen. Mit einem einführenden Text von Beate Reese, Kunstmuseum Mülheim an der Ruhr. Bönen 2013, ISBN 978-3-86206-246-1.
- Befreite Moderne. Kunst in Deutschland. 1945 bis 1949. Herausgegeben von Beate Reese, Kunstmuseum Mülheim an der Ruhr. Mit Beiträgen von: Beate Reese, Dirk Steinmann, Barbara Wucherer. Ausst-Kat. Kunstmuseum Mülheim an der Ruhr vom 27. September 2015 bis 10. Januar 2016; Städtisches Museum Hofheim am Taunus vom 14. Februar 2016 bis 8. Mai 2016. Deutscher Kunstverlag, ISBN 978-3-422-07317-3, ISBN 978-3-86678-078-1.